# Датіс
Датіс — перський полководець, мідійський адмірал, доби Дарія І Великого. Під час греко-перських воєн разом із Артаферном завоював та зруйнував міста Самоса та островів Кіклад в Егейському морі, щоправда, за винятком священного Делоса.
Датіс був одним з командувачів, відповідальних за облогу Наксоса та звільнення Еритреї у 490 до н. е. Того ж року він був розбитий у битві при Марафоні. За свідченням Ктесія, афіняни відмовились видати його тіло.